# 阿爾派恩 (印第安納州)
阿爾派恩（英語：Alpine）是位於美國印地安納州費耶特縣的一個非建制地區。該地的面積和人口皆未知。